# شعيب الأرنؤوط
شعيب الأرنؤوط (1346- 1438 هـ/ 1928- 2016 م) عالم إسلامي سوري ألباني الأصل، محدِّث وفقيه ومن أهل العربية، أحد كبار محقِّقي التراث الإسلامي.

الشيخ شعيب الأرنؤوط في شبابه

## ولادته وتحصيله
ولد أبو أسامة، شعيب بن محرَّم الألباني الأرناؤوطي المعروف بـ شعيب الأرنؤوط في مدينة دمشق سنة 1346 هـ/ 1928م، ونشأ في ظلِّ والديه نشأة دينية خالصة، تعلم فيها مبادئ الإسلام، وحفظ أجزاءً كثيرة من القرآن الكريم، ولعل الرغبة الصادقة في الفهم الدقيق لمعاني القرآن الكريم، وإدراك أسراره، هي من أقوى الأسباب التي دفعته إلى دراسة اللغة العربية في سن مبكرة، فمكث ما يربو على السنوات العشر يختلف إلى مساجد دمشق ومدارسها القديمة، قاصدا حلقات اللغة في علومها المختلفة، من نحو وصرف وأدب وبلاغة وما إلى ذلك.

## شيوخه وأساتذته
تلمذ الشيخ في علوم الشريعة والعربية لكبار أساتذتها وعلمائها في دمشق آنذاك، منهم الشيخ محمد صالح الفرفور، والشيخ عارف الدوجي، اللذَيْن كانا من تلاميذ علامة الشام في عصره الشيخ بدر الدين الحسني، فقرأ عليهم أشهر مصنفات اللغة والبلاغة العربية؛ منها: شرح ابن عقيل، وكافية ابن الحاجب، و(المفصل) للزمخشري، و(شذور الذهب) لابن هشام الأنصاري، وأسرار البلاغة و(دلائل الإعجاز) لعبد القاهر الجرجاني.
ممن قرأ عليه أيضًا: الشيخ سليمان الغاوجي الألباني، الذي كان يشرح لطلابه كتاب (العوامل) للبركوي، و(الإظهار) للأطهلي، وغيرهما. بعد هذه الرحلة الطويلة الشاقة مع العربية، اتجه الشيخ لدراسة الفقه الإسلامي، فلزم أكثر من شيخ يقرأ عليه كتب الفقه، ولا سيَّما كتب الفقه الحنفي، مثل: (مراقي الفلاح) للشُّرُنْبُلالي، و(الاختيار) للموصلي، و(الكتاب) للقدوري، وحاشية ابن عابدين. استغرقت دراسته للفقه سبع سنوات أُخرى، تخللتها دراسة أصول الفقه، وتفسير القرآن، ومصطلح الحديث، وكتب الأخلاق، وكان في تلك المرحلة قد جاوز الثلاثين.

## اشتغاله بالتحقيق
لمس الشيخ - في أثناء دراسته للفقه - القصور الواضح عند شيوخه ومن عاصرهم في معرفة صحيح الحديث من سقيمه، وذلك جعله يدرك أهمية التخصص في علم السنة ليتسنى تحقيق كتبها، ومن ثم تمييز صحيحها وضعيفها، فعقد العزم على الاضطلاع بهذه المهمة الصعبة، فترك لأجلها مهنة تدريس اللغة العربية التي كان يزاولها منذ سنة 1955م، وفرغ نفسه للاشتغال بتحقيق التراث العربي الإسلامي.
كانت بدايته الأولى في المكتب الإسلامي بدمشق للشيخ زهير الشاويش سنة 1958م، حيث رأسَ فيه قسم التحقيق والتصحيح مدَّة عشرين عامًا، حقق فيها أو أشرف على تحقيق ما يزيد على سبعين مجلدًا من أمهات كتب التراث في شتى العلوم. ثم بدا له أن ينتقل إلى العمل مع مؤسسة الرسالة في مكتبها بعمَّان سنة 1982 م، ليترأس من جديد قسم تحقيق التراث التابع لها، فكان عمله فيها أنضج وأرحب مدى، ويمكن القول: إن أهم إنجازاته في تحقيق التراث قد تمت في أثناء عمله في هذه المؤسسة التي تعد بحق رائدة بعث التراث العربي الإسلامي.
ولعل ما كتبه بشار عواد معروف في مقدمته لكتاب سير أعلام النبلاء في معرض حديثه عن تحقيق الكتاب، يجلو نواحيَ مهمة من طبيعة العمل الذي نهض به الشيخ الأرنؤوط في قسم تحقيق التراث بالمؤسسة، يقول: «ثم توَّج عمله - صاحب الرسالة - بأن ندَبَ لمراجعة الكتاب والإشراف على تحقيقه، عالمًا بارعًا، متأبها عن الشهرة، قديرًا على تذليل الصعاب، فطينًا لإيضاح المبهم، كفيًّا بتيسير العسير، هو الأستاذ المحدث الشيخ شعيب الأرنؤوط، وقد عرفت لهذا العالم فضله الكبير على هذا السفر النفيس، آثر ذي أثير حين اشترط أن يقام التحقيق على أفضل قواعده، وهو اليوم فارسُ هذا الميدان الخطير الذي ضرب آباطه ومغابنه، واستشف بواطنه».

## تحقيقاته
حقق الشيخ منفردًا ومشاركًا ومشرفًا مئات المجلدات، من ذلك:

### فيالمكتب الإسلامي:
- شرح السنة للبغوي 16 مجلدًا.
- روضة الطالبين للنووي، بالاشتراك مع الشيخ عبد القادر الأرناؤوط، 12 مجلدًا.
- مهذَّب الأغاني لابن منظور، 12 مجلدًا.
- المبدع في شرح المقنع لابن مفلح الحنبلي، 10 مجلدات.
- زاد المسير في علم التفسير ابن الجوزي، بالاشتراك مع الشيخ عبد القادر الأرناؤوط، 9 مجلدات.

### فيمؤسسة الرسالة:
- زاد المعاد في هدي خير العباد لابن قيم الجوزية، بالاشتراك مع الشيخ عبد القادر الأرناؤوط، 5 مجلدات.
- سير أعلام النبلاء الذهبي 25 مجلدًا.[4]
- سنن الترمذي الترمذي 16 مجلدًا.
- سنن النسائي النسائي 12 مجلدًا.
- سنن الدارقطني الدارقطني 5 مجلدات.
- مسند الإمام أحمد بن حنبل 52 مجلدًا.
- تاريخ الإسلام للذهبي بالتعاون مع بشار عواد معروف.
- رياض الصالحين

### كتب عنه
- «المحدِّث شعيب الأرنؤوط جوانبُ من سيرته وجهوده في تحقيق التراث» لتلميذه الأردُنِّي الدكتور إبراهيم الكوفحي، صدر عن دار البشير بعمَّان.
- «المحدث العلامة الشيخ شعيب الأرنؤوط سيرته في طلب العلم وجهوده في تحقيق التراث» لتلميذه الدمشقي الأستاذ إبراهيم الزيبق، صدر عن دار البشائر الإسلامية ببيروت.
- «رحلة فضيلة الشيخ العلامة المحدث شعيب الأرنؤوط إلى الديار الكويتية» لتلميذه الأردُنِّي محمد بن يوسف الجوراني، نشر في وِزارة الأوقاف الكويتية.
- «العلامة الشيخ شعيب الأرنؤوط كيف أحببته؟» لتلميذه الكويتي الشيخ محمد بن ناصر العَجْمي، صدر عن دار البشائر الإسلامية ببيروت.[5]

## وفاته
توفي شعيب الأرنؤوط في مدينة عمَّان، يوم الخميس 26 المحرَّم عام 1438 هـ الموافق 27 أكتوبر (تشرين الأول) 2016م.